# Giselle (filme de 1965)
Giselle é um filme cubano de 1965, dirigido por Enrique Pineda Barnet.